# Lars Monsen på villovägar
Lars Monsen på villovägar (originaltitel på norska: Monsen på villspor) är ett norskt TV-program i genren äventyrsunderhållning. Första avsnittet visades på norska NRK den 22 mars 2014. Programmet har hittills visats i tre säsonger.
Programmet går ut på att äventyraren Lars Monsen med förbundna ögon och utrustad med minimalt antal förnödenheter sätts ut någonstans i nordisk vildmark. På några dagar ska han sedan ta sig till ett mål markerat på en enkel karta. Förutom att ta sig till mål på utsatt tid ska han också försöka lista ut var han befinner sig. Programledaren Anne Rimmen och Monsens mångåriga reskamrat Trond Strømdahl följer Monsen under tiden.

## Källförteckning
1. ↑  https://www.svt.se/lars-monsen-pa-villovagar/